# Banco nazionale di prova per le armi da fuoco portatili e per le munizioni commerciali
Il banco nazionale di prova per le armi da fuoco portatili e per le munizioni commerciali è un ente pubblico italiano, competente alla verifica dei requisiti armi da mettere in commercio nel mercato italiano nel rispetto della legislazione italiana sulle armi.

## Storia
Pur essendoci stati dei precedenti negli stati preunitari italiani, l'istituzione vera e propria si ebbe con il Regio Decreto 13 gennaio 1910 n. 20. Nonostante la sua istituzione ufficiale, esso cominciò la sua attività solo nel 1920, nei laboratori di Gardone e Brescia. La sua importanza crebbe in seguito anche perché la prova delle armi divenne obbligatoria, venendo sancita dal regio decreto-legge 30 dicembre 1923, n. 3152. 
La sua sede attuale di via Goffredo Mameli n. 57/59 in Gardone Val Trompia (Brescia) fu inaugurata nel 1951.,nel 1996 fu inaugurata una sede staccata ad Urbino(PU) all'interno della ditta Benelli Armi in via della stazione 50 in Urbino (PU).

## Competenze
A seguito della soppressione del catalogo nazionale delle armi comuni da sparo disposta con la legge 7 agosto 2012, n. 135, al banco compete la verifica dei requisiti tecnici e normativi; il database delle armi ammesse è consultabile accedendo al sito web istituzionale.
Il d.lgs. 29 settembre 2013, n. 121  ha disposto che alle armi per uso sportivo possa essere riconosciuta tale qualifica, a richiesta del produttore o dell'importatore, da parte del Banco nazionale di prova, sentite le federazioni sportive interessate affiliate o associate al CONI.

## Riferimenti normativi
- Regio Decreto 13 gennaio 1910 n. 20, su normattiva.it.
- Regio decreto-legge 30 dicembre 1923, n. 3152
- Legge 4 agosto 2017, n. 124 (art. 1, comma 174), su gazzettaufficiale.it.
- Decreto del Presidente della Repubblica 24 novembre 2020, n. 193 - Regolamento per il riordino del Banco nazionale di prova delle armi da fuoco portatili e per le munizioni commerciali, in attuazione dell'articolo 1, comma 174, della legge 4 agosto 2017, n. 124.